# South Hero
South Hero – miasto w Stanach Zjednoczonych, w stanie Vermont, w hrabstwie Grand Isle.
W South Hero urodził  się gubernator Nevady – Jewett W. Adams